# Soskowo
Soskowo (ros. Сосково) – wieś w Rosji, w obwodzie orłowskim, ośrodek administracyjny rejonu soskowskiego.